# Uda, Nara

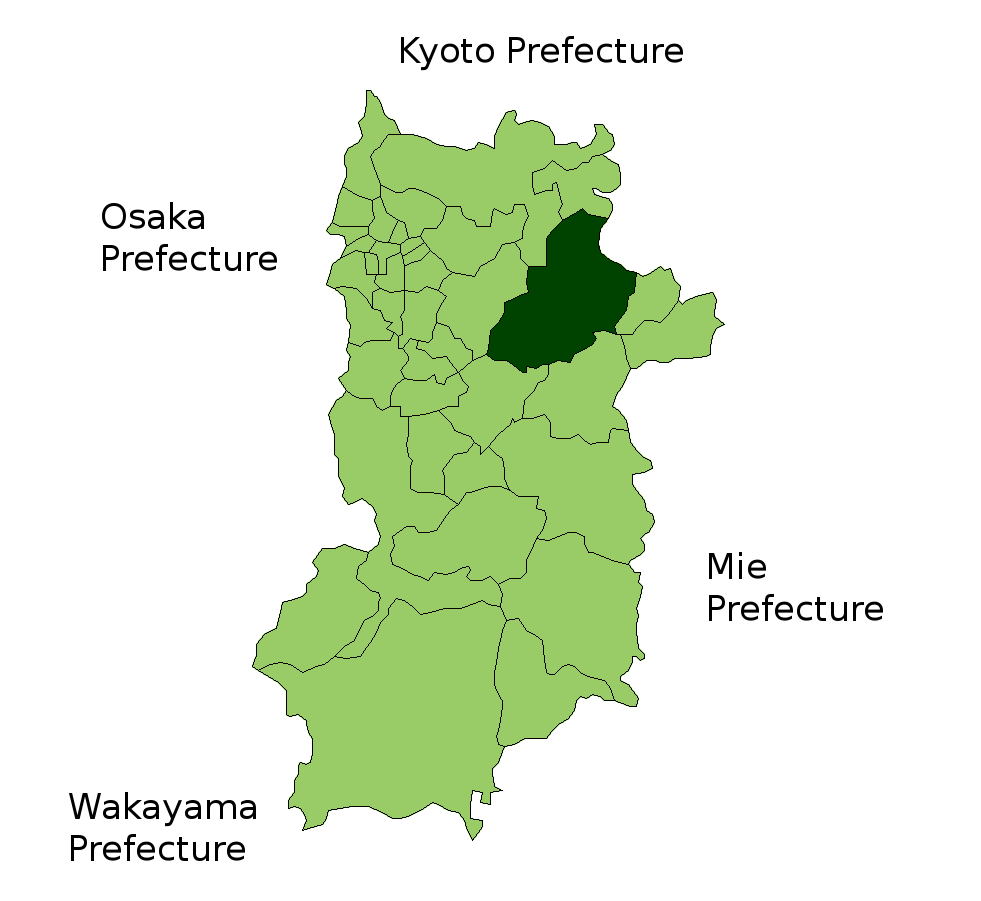

Uda (宇陀市 Uda-shi?) este un municipiu din Japonia, prefectura Nara.